# Dravinja s pritoki
Dravinja s pritoki este o arie protejată (arie specială de conservare — SAC, sit de importanță comunitară — SCI) din Slovenia întinsă pe o suprafață de 541,77 ha, integral pe uscat.

## Localizare
Centrul sitului Dravinja s pritoki este situat la coordonatele 46°18′32″N 15°38′11″E / 46.309°N 15.6363°E.

## Înființare
Situl Dravinja s pritoki a fost declarat sit de importanță comunitară în aprilie 2013 pentru a proteja 11 specii de animale. Situl a fost protejat și ca arie specială de conservare în aprilie 2015.

## Biodiversitate
Situată în ecoregiunea continentală, aria protejată conține 4 habitate naturale: Cursuri de apă de la nivel de câmpie la nivel montan, cu vegetație Ranunculion fluitantis și Callitricho-Batrachion, Râuri cu maluri nămoloase cu vegetație de Chenopodion rubri p.p. și Bidention p.p., Liziere de ierburi înalte hidrofile de câmpie și de nivel montan până la alpin, Fânețe de joasă altitudine (Alopecurus pratensis, Sanguisorba officinalis).
La baza desemnării sitului se află mai multe specii protejate:
- mamifere (1): liliacul mic cu potcoavă (Rhinolophus hipposideros)
- nevertebrate (6): Austropotamobius torrentium, rădașcă (Lucanus cervus), fluturele purpuriu (Lycaena dispar), phengaris nausithous (Maculinea nausithous), Maculinea teleius, Ophiogomphus cecilia
- pești (4): Barbus meridionalis, Eudontomyzon spp., Rutilus pigus, dunăriță (Sabanejewia aurata)